# Lars-Erik Lundgren
Lars Erik Lundgren, född 25 september 1941 i Johanneberg, död 18 juni 2004 i Lindome var en svensk seglare.
Lundgren seglade bland annat IC-kanot för Göteborgs kanotförening. Han blev världsmästare 1975 och tog en tredjeplats vid VM 1978. Han tog en tredjeplats vid SM 1974, blev svensk mästare 1976 och tog silverplatsen vid SM 1979. 